# Sveti Kilijan
Sveti Kilijan (640. – Würzburg, 8. srpnja 689.), irski redovnik i svetac koji je evangelizirao u germanskoj regiji Frankoniji između 680. i 689.

## Životopis
Sveti Kilijan rodio se u okrugu Cavan u Irskoj oko 640. godine. U Rimu je 686. posvećen kao misionarski biskup. Papa ga šalje evangelizirati zemlju Franaka, tj. germansku regiju Frankoniju, gdje su živjeli pogani. Sveti Kilijan je s ostalim misionarima krstio mnoge, uključujući i lokalnoga vojvodu Gozberta. Međutim, došlo je do sukoba kada je Kilijan opomenuo Gozberta, da je pogriješio što se oženio Geilanom, koja je bila žena njegovog pokojnoga brata. Geliana je bila strašno srdita, zbog čega je naredila vojnicima, da ubiju Kilijana i još dva redovnika (sv. Kolman i sv. Totnan) u Würzburgu u Bavarskoj 689. godine. Umro je kao mučenik i časti se kao svetac u Katoličkoj Crkvi i pravoslavnim Crkvama.
Pokopan je u nekoj staji, a tijelo mu je otkriveno tek 752. godine. U našim krajevima se u Donjem Miholjcu, u Slavoniji, održavao blagdan sv. Kilijana te veliki sajam.